# Shea Stadium
Shea Stadium (celým jménem William A. Shea Municipal Stadium) byl stadion v New Yorku ve čtvrti Queens, který sloužil jako domácí stánek baseballového týmu New York Mets. Dále byl využíván k mnoha kulturním akcím. Roku 1965 se zde konal koncert The Beatles, který zhlédlo 55 tisíc diváků. Roku 1971 překonala hudební skupina Grand Funk Railroad právě The Beatles v nejrychlejším vyprodání vstupenek v tomto Stadionu a rekord nebyl poté překonán. V roce 2008 se uskutečnila demolice Shea Stadium. Na jeho místě dnes stojí parkoviště patřící ke stadiónu Citi Field, který nahradil právě Shea.

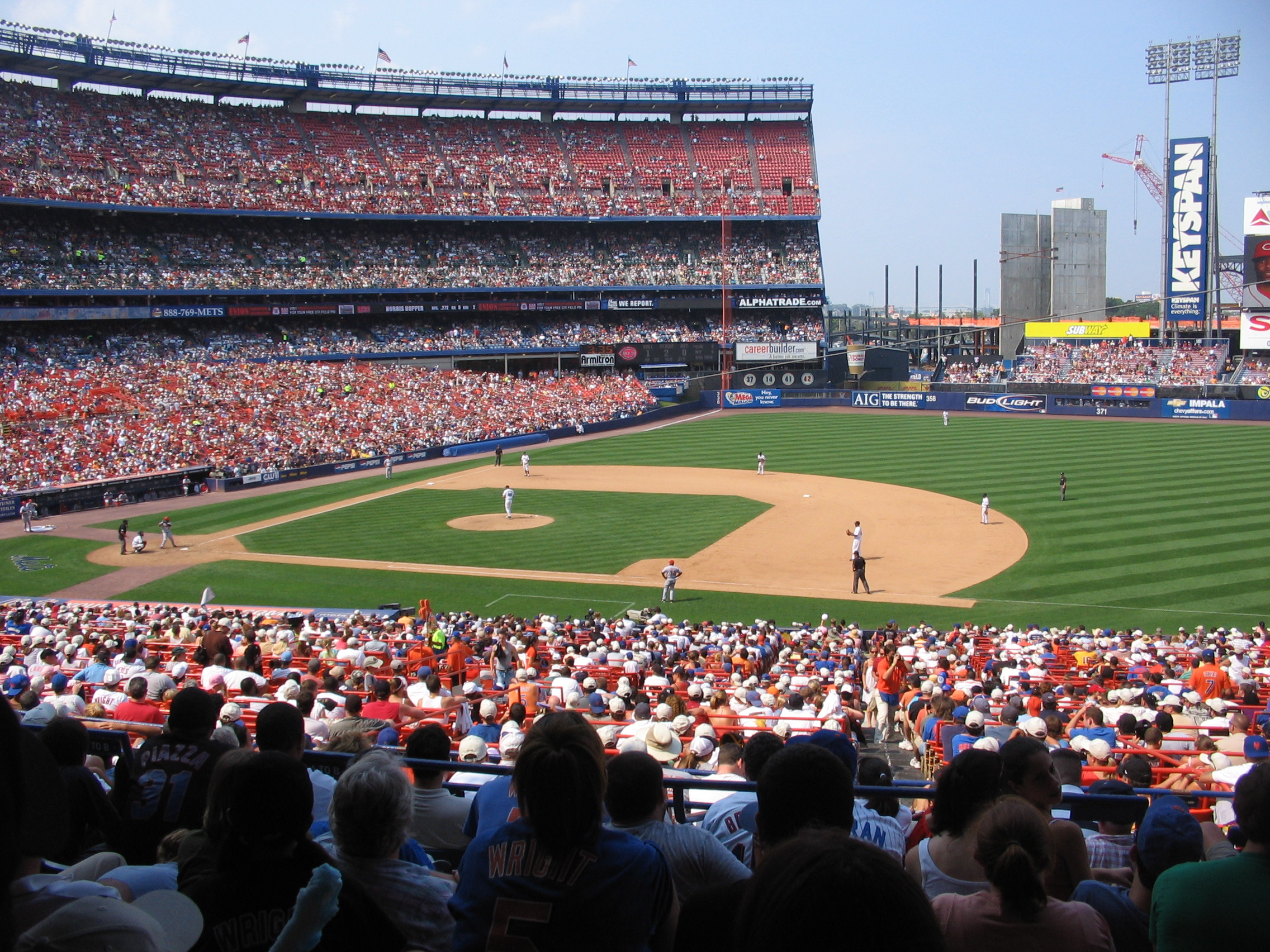
Zaplněný Shea Stadium během domácího utkání New York Mets

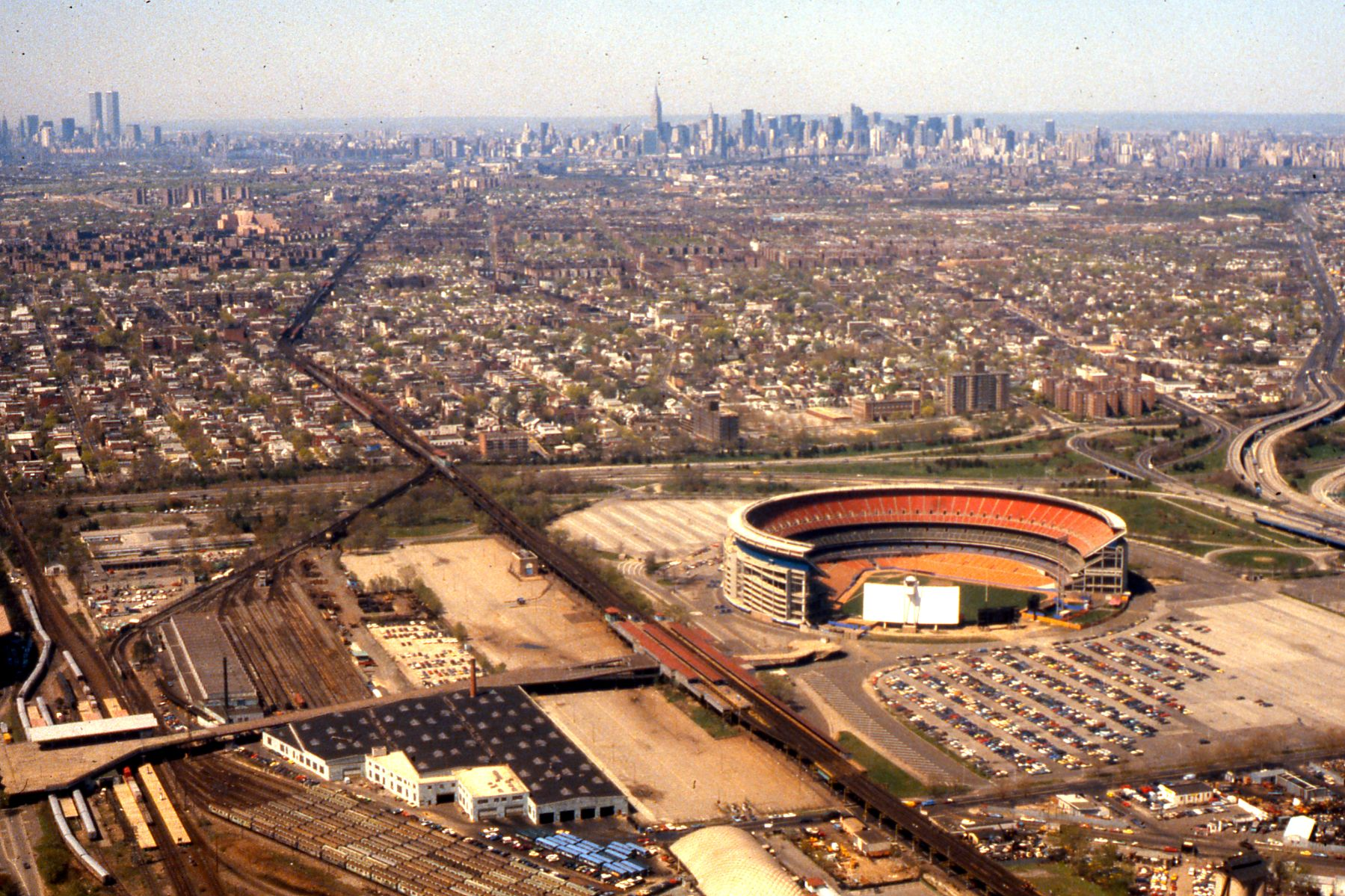
Letecký pohled na New York s Shea v popředí